# Ивени
Ивени (на македонска литературна норма: Ивени) е село в южната част на Северна Македония, община Новаци.

## География
Ивени е разположено в източните склонове на Селечката планина източно от град Битоля, в областта Битолско Мариово. Селото е планинско, на надморска височина от 940 метра. От Битоля е отдалечено на около 40 km. Селото има относително голямо землище от 25 km2, в което преобладават пасищата с повърхност от 1973 ха, след това са обработваемите земи от 289 ха, а горите са само 75 ха.

## История
В XIX век Ивени е село в Прилепска кааза на Османската империя. Селото има две църкви – „Възнесение Христово“ („Свети Спас“) и „Свети Атанасий Велики“ от 1860 година.
В „Етнография на вилаетите Адрианопол, Монастир и Салоника“, издадена в Константинопол в 1878 година и отразяваща статистиката на населението от 1873 година, Ивен (Iven) е посочено като село с 28 домакинства със 134 жители българи.
Според статистиката на Васил Кънчов („Македония. Етнография и статистика“) от 1900 година Ивенъ има 160 жители, всички българи християни.
На Етнографската карта на Битолския вилает на Картографския институт в София от 1901 година Ивени е чисто българско село в Прилепската каза на Битолския санджак с 18 къщи.
В началото на XX век християнското население на селото е под върховенството на Българската екзархия. По данни на секретаря на екзархията Димитър Мишев (La Macédoine et sa Population Chrétienne) през 1905 година в Ивени има 144 българи екзархисти и работи българско училище.

### Преброявания[1]
| Националност     | 1948 | 1953 | 1961 | 1971 | 1981 | 1991 | 1994 | 2002 |
| ---------------- | ---- | ---- | ---- | ---- | ---- | ---- | ---- | ---- |
| Общо             | 145  | 321  | 316  | 168  | 41   | 14   | 10   | 5    |
| северномакедонци |      | 321  | 314  | 168  | 41   | 14   | 10   | 5    |
| албанци          |      | 0    | 0    | 0    | 0    | 0    | 0    | 0    |
| турци            |      | 0    | 0    | 0    | 0    | 0    | 0    | 0    |
| роми             |      | 0    | 0    | 0    | 0    | 0    | 0    | 0    |
| власи            |      | 0    | 0    | 0    | 0    | 0    | 0    | 0    |
| сърби            |      | 0    | 0    | 0    | 0    | 0    | 0    | 0    |
| бошняци          |      | 0    | 0    | 0    | 0    | 0    | 0    | 0    |
| други            |      | 0    | 2    | 0    | 0    | 0    | 0    | 0    |

## Личности
Родени в Ивени
- Менде Петковски (1956 – 2005), северномакедонски журналист
- Петър Сугарев (Петрос Сугаракис, 1881 – ?), гъркомански андартски капитан[6]
- Христо Сугарев (Христос Сугаракис, ? – 1905), андартски четник, брат на Петър Сугарев
- Стойко Колев Стойков, кметски наместник в периода от 1941 до 1944 година[7]

Починали в Ивени
- Георги Желязов, български военен деец, поручик, загинал през Първата световна война[8]
- Йоанис Йоанидис (1888/1889 – 1906), деец на гръцката въоръжена пропаганда